# Moxymill
moxymill（モクシーマイル）は日本のガールズグループ。TBSのオーディション番組『SEVEN COLORS』で選ばれた6名によって結成された。各メンバーに付与されたCharm（チャーム）と呼ばれる属性に基づき楽曲ごとにコンセプト及びセンターが変わる、センターチェンジ型オールジャンルスタイルを特徴としている。所属事務所はNTTドコモ・スタジオ＆ライブである。

## 概要
2024年10月期にTBSテレビにて放送されたオーディション番組『SEVEN COLORS』の参加者より選ばれたメンバーを中心に構成されたNTTドコモ・スタジオ＆ライブ所属のガールズグループ。2025年1月25日、武蔵野の森総合スポーツプラザでのデビューライブにて6名のメンバーが発表され、1stデジタルシングル『Living Free』でデビューした。
グループ名には「不屈の精神で幾千の努力を重ねて歩んでいく、様々な色(ジャンル)と努力を重ねて一つに積み上げていく」という意味が込められている。グループ名の略称はモクシー、公式ファンネームはMille（ミル）と呼称される。
各メンバーには「魅力」を意味するCharm（チャーム）と呼ばれる7つの属性（SWEET、CUTE、POP、BEAUTY、COOL、SEXY、CRUSH）がそれぞれ付与されており、楽曲ごとに設定されたCharmに応じてコンセプトが変化するとともに、その楽曲のCharmを有するメンバーがセンターを務めるセンターチェンジ型オールジャンルスタイルを特徴としている。なお、BEAUTYのCharmは該当者なしとなったため適任となるメンバー探しを継続中である
公式YouTubeに公開されるMVにはストーリー仕立ての映像を収録した「Story MV」、ダンスパフォーマンスを収録した「Dance Performance MV」、メンバーの表情を中心に撮影した「Lip MV」の3種類の形態があり、その他にもDance Practice MV、Live MV、コラボMVなどのバージョンが提供される。

## メンバー
特に記載がない項目はmoxymill公式サイトならびに『SEVEN COLORS』公式サイトの情報に基づく。
| 活動名        | 本名                          | 生年月日              | 出身地 | Charm | メンバーカラー     | 備考 |
| ------------- | ----------------------------- | --------------------- | ------ | ----- | ------------------ | --- |
| MOMOCA モモカ | 兼清 萌々香 (かねきよ ももか) | 2001年1月28日（24歳） | 埼玉   | SEXY  | ネオンパープル     | 『ビリオン×スクール』出演 『【推しの子】（実写版）』出演 『虹とオオカミには騙されない』出演 TRUSTAR所属                 |
| NECO ネコ     | 倉瀬 ねこ (くらせ ねこ)       | 2004年3月8日（21歳）  | 埼玉   | SWEET | ベビーピンク       | Nissyライブバックアップ ゆずライブバックアップ ダンス講師経歴                                                           |
| RIO リオ      | 北里 理桜 (きたざと りお)     | 2004年3月15日（21歳） | 福岡   | POP   | ビビッドチェリー   | 『PRODUCE 101 JAPAN THE GIRLS』に参加（最終順位18位）                                                                   |
| RINO リノ     | 金子 梨乃 (かねこ りの)       | 2004年3月22日（21歳） | 福岡   | CRUSH | ダークブラック     | avex management 6年間所属 元XG候補生 與真司郎MVバックダンサー ゆずライブバックダンサー a-nationコミュニティステージ出演 |
| YURARA ユララ | 須谷 緩 (すたに ゆらら)       | 2005年8月18日（19歳） | 兵庫   | CUTE  | エメラルドグリーン | 『PRODUCE 101 JAPAN THE GIRLS』に参加（最終順位32位）                                                                   |
| NONA ノナ     | 谷奥 乃菜 (たにおく のな)     | 2006年8月2日（19歳）  | 和歌山 | COOL  | ターコイズブルー   | 「TGC WAKAYAMA 2023」出演 「TGC teen 2023 Winter supported by SIW2023」出演 「女子高生ミスコン2023」candy magic賞受賞   |

## 略歴

### 2024年
- 6月10日 株式会社NTTドコモ・スタジオ&ライブより新たなガールズグループが誕生するプロジェクトの始動が発表され、「新感覚のシェアハウス型ガールズライフ番組」への参加者募集が開始された[21][22]。

- 10月3日 オーディション番組『SEVEN COLORS』がTBS、Leminoにて放送開始[23]。

- 10月31日 『SEVEN COLORS』第5話が放送され、2025年1月25日に武蔵野の森総合スポーツプラザにてデビューライブを開催することが発表された[24]。

- 11月21日 『SEVEN COLORS』第8話が放送され、デビュー曲となる『Living Free』が解禁された[25]。

- 11月28日 『SEVEN COLORS』第9話が放送され、グループ名が「moxymill」となることと、メンバーには「魅力」を意味するCharm（チャーム）と呼ばれる7つの属性（SWEET、CUTE、POP、BEAUTY、COOL、SEXY、CRUSH）がそれぞれ付与され、楽曲ごとにコンセプト及びセンターが変わるというグループコンセプトが発表された[26]。

- 12月19日 『SEVEN COLORS』最終話が放送され、デビューメンバーの発表は2025年1月25日（土）に開催されるデビューライブ「SEVEN COLORS presents moxymill Debut Live 2025」にて行われることが明らかとなった[27]。同日、moxymillの公式サイトが開設され[5]、一部のCharmにおいて該当者無しでデビューすることが発表された[28]。

### 2025年
- 1月6日 『SEVEN COLORS』公式Xにおいてデビューメンバーが6名であることが明示された[29]。

- 1月14日 『SEVEN COLORS』公式YouTubeにおいてデビューシングル『Living Free』Story MVのTeaser 1がメンバーの顔を伏せた状態で公開され、以降1月24日までに合計6つのTeaserが順に公開された[30][31][32][33][34][35]。

- 1月25日 武蔵野の森総合スポーツプラザ メインアリーナにおいてデビューライブ「SEVEN COLORS presents moxymill Debut Live 2025」が開催され6名のデビューメンバーが発表された[2][3][4]。同日オフィシャルファンクラブが開設された[36]。

- 1月26日 1stデジタルシングル『Living Free』を配信リリースし、同時にmoxymill公式YouTubeにおいて『Living Free』のStory MV（監督：本郷 伸明）が公開された[37][38][注釈 2]。楽曲のCharmがPOPであるためRIOがセンター。

- 1月29日 moxymill公式YouTubeにおいてデビューシングル『Living Free』のDance Performance MV（監督：KEIJU ITAI）が公開された[40][41]。

- 1月30日 TBSにおいてデビューライブの一部を収録した『SEVEN COLORS デビューメンバー発表SP』が放送された[42]。

- 2月13日 MOMOCAがAIの『Story (2025 Ver.)』（Official Music Video）に出演した[43][注釈 3]。

- 3月1日 NTTドコモマッチデーイベント「2025明治安田J2リーグ 第3節 ベガルタ仙台 vs大分トリニータ戦」において、ベガルタ仙台ホームゲーム開幕イベントに出演し、『Living Free』のライブパフォーマンスを行った[45]。

- 3月2日 moxymill公式YouTubeにおいてデビューシングル『Living Free』のLip MVが公開された[46]。

- 3月26日 国立代々木競技場第一体育館にて開催された「超十代 -ULTRA TEENS FES- 2025 10th Anniversary presented by docomo」に出演し、デビュー曲『Living Free』のパフォーマンスに続いて2ndデジタルシングル『Knight Rising』の初披露を行った[47]。

- 4月1日 国立競技場で行われた「2025年度NTTドコモグループ合同入社式」においてステージパフォーマンスを披露した[48]。

- 4月5日 幕張メッセ国際展示場 展示ホール2－3において「moxymill 2ndデジタルシングル『Knight Rising』完成披露イベント」が開催された[6]。

- 4月6日 2ndデジタルシングル『Knight Rising』の配信が開始され、同時にmoxymill公式YouTubeでStory MV（監督：南 虎我）が公開された[6][49][50]。楽曲のCharmがCOOLであるためNONAがセンター。

- 4月9日 moxymill公式YouTubeにおいて2ndシングル『Knight Rising』のDance Performance MV（監督：南 虎我）が公開された[6][51][52]。

- 4月24日 moxymill公式YouTubeにおいて2ndシングル『Knight Rising』のLip MV（監督：南 虎我）が公開された[53][54]。

- 5月3日 NONAとRIOが国立代々木競技場第一体育館で開催された「Rakuten GirlsAward 2025 SPRING/SUMMER」でEVRISのステージにモデル出演した[55][56]。

- 5月27日 NONAが雑誌『Popteen』のスポットモデルに就任することが発表された。活動期間は2025年6月から11月の約半年間で誌面上では「のなな」のあだ名で活動することとなった[57]。

- 6月2日 3rdデジタルシングル『めろめろねって メロメロね』が配信リリースされ、同日18時にmoxymill公式YouTubeで全編ロサンゼルス撮影のStory MV（監督：イリエナナコ）が公開された[58][59][60]。楽曲のCharmがSWEETであるためNECOがセンター。同日、moxymill公式Xにおいてデビュー決定後一時休止していた個人SNSアカウント（Instagram、TikTok）の再開（TikTokアカウントを保有していないメンバーは新規開設）が発表された[61]。

- 6月4日 moxymill公式YouTubeにおいて3ndシングル『めろめろねって メロメロね』のDance Performance MV（監督：イリエナナコ）が公開された[9][62]。

- 6月20日 moxymill公式YouTubeにおいて3ndシングル『めろめろねって メロメロね』のLip MV（監督：イリエナナコ）が公開された[9][63]。

- 6月21日-22日 期間限定ポップアップショップが原宿・WeWorkアイスバーグ前で開催された[7][64]。

- 6月21日 NONAがKT Zepp Yokohamaで開催された「ポップキューフェス2025」Popteenファッションショーにモデル出演した[65]。

- 6月28日 SHIBUYA STREAM 稲荷橋広場において「moxymill 3rd Digital Single『めろめろねって メロメロね』リリースイベント in渋谷」が開催された[66]。

- 7月2日 日産スタジアムで7月30日に開催される「明治安田Jリーグワールドチャレンジ 2025 presented by 日本財団」の「NTTドコモ JWC応援サポーター」に就任したことが発表された。加えて、大会の「NTTドコモ JWC応援テーマソング」としてmoxymillの新曲『Higher』が起用され、大会のプロモーション動画にて初公開された[67][68]。

- 7月5日 幕張海浜公園Gブロック特設会場で開催された「超NATSUZOME2025」に出演した[69]。

- 7月26日 4thデジタルシングル『Higher』が配信リリースされた[70]。

- 7月26日-27日 大阪・万博記念公園 もみじ川芝生広場で開催された「大阪・関西万博開催記念 Survive FES」に出演し、新曲『Higher』を初披露した[71]。

- 7月27日 moxymill公式YouTubeにおいて4thシングル『Higher』のStory MV（監督：KEIJU ITAI）が公開された[70][72]。

## ディスコグラフィ

### デジタルシングル
| No. | 発売日        | タイトル                  | Charm | 収録曲                                                                   | 備考                                                                             |
| --- | ------------- | ------------------------- | ----- | ------------------------------------------------------------------------ | -------------------------------------------------------------------------------- |
| 1   | 2025年1月26日 | Living Free               | POP   | 1. Living Free 2. Living Free (Instrumental)                             | 作詞：YHANAEL, Trey Beama 作曲：YHANAEL, D'Chelo 振付：KANATA                    |
| 2   | 2025年4月6日  | Knight Rising             | COOL  | 1. Knight Rising 2. Knight Rising (Instrumental)                         | 作詞：Lauren Kaori 作曲：Lee Dongwon 編曲：S.KAY, muzakt, DjeDje, RIKIYA 振付：- |
| 3   | 2025年6月2日  | めろめろねって メロメロね | SWEET | 1. めろめろねって メロメロね 2. めろめろねって メロメロね (Instrumental) | 作詞：Quemika 作曲：Quemika 編曲：Quemika 振付：KANATA                           |
| 4   | 2025年7月26日 | Higher                    | CRUSH |                                                                          | [ 77 ]                                                                           |

### ミュージックビデオ
| 年     | 作品名                    | Charm | MV                                         | 特別版 |
| ------ | ------------------------- | ----- | ------------------------------------------ | --- |
| 2025年 | Living Free               | POP   | - Story MV - Dance Performance MV - Lip MV | - Dance Practice - Black on Stage ver. - Debut Live ver. - Dance Performance at Rainbow Bridge ver |
| 2025年 | Knight Rising             | COOL  | - Story MV - Dance Performance MV - Lip MV | - Dance Practice - Dance Performance at Musashino Forest Sport Plaza ver. - Dance Performance at Makuhari Messe ver. - Dance Performance in LA ver                                                                                            |
| 2025年 | めろめろねって メロメロね | SWEET | - Story MV - Dance Performance MV - Lip MV | - Dance Practice - Dance Performance at Makuhari Messe ver. - Performance at RANDY'S DONUTS ver. - 新生ガールズグループmoxymillと恋するダイアリー(NYLON JAPAN) - リリイベ at SHIBUYA STREAM 稲荷橋広場 - Dance Performance at Sayado-Hall ver |
| 2025年 | Higher                    | CRUSH | - Story MV - Dance Performance MV          | |

## タイアップ
| 起用年 | 作品名 | タイアップ                                                                                                  | 備考   |
| ------ | ------ | --- | ------ |
| 2025年 | Higher | Ｊリーグ・NTTドコモ共同開催「明治安田Jリーグワールドチャレンジ 2025 presented by 日本財団」応援テーマソング | [ 67 ] |

## 公演

### 主催公演
| 年     | 公演名                                                                          | 日程    | 会場                                        | 備考   |
| ------ | ------------------------------------------------------------------------------- | ------- | ------------------------------------------- | ------ |
| 2025年 | SEVEN COLORS presents moxymill Debut Live 2025                                  | 1月25日 | 武蔵野の森総合スポーツプラザ メインアリーナ | [ 2 ]  |
| 2025年 | moxymill 2nd Digital Single『Knight Rising』完成披露イベント                    | 4月5日  | 幕張メッセ国際展示場 展示ホール2－3         | [ 6 ]  |
| 2025年 | moxymill 3rd Digital Single『めろめろねって メロメロね』リリースイベント in渋谷 | 6月28日 | SHIBUYA STREAM 稲荷橋広場                   | [ 66 ] |

### 参加公演
| 年     | 公演名                                                             | 日程          | 会場                             | 備考          |
| ------ | ------------------------------------------------------------------ | ------------- | -------------------------------- | ------------- |
| 2025年 | NTTドコモマッチデーベガルタ仙台ホームゲーム開幕イベント            | 3月1日        | キューアンドエースタジアムみやぎ | [ 45 ]        |
| 2025年 | 超十代 -ULTRA TEENS FES- 2025 10th Anniversary presented by docomo | 3月26日       | 国立代々木競技場第一体育館       | [ 47 ]        |
| 2025年 | 2025年度NTTドコモグループ合同入社式                                | 4月1日        | 国立競技場                       | [ 48 ]        |
| 2025年 | 超NATSUZOME2025                                                    | 7月5日        | 幕張海浜公園Gブロック特設会場    | [ 69 ]        |
| 2025年 | 大阪・関西万博開催記念 Survive FES                                 | 7月26日 -27日 | 万博記念公園もみじ川芝生広場     | [ 78 ] [ 71 ] |

## 出演

### テレビ番組
- SEVEN COLORS デビューメンバー発表SP（1月30日、TBS）[42]

### 配信番組
- SEVEN COLORS～デビューメンバー発表SP～（2025年3月14日、Lemino）[79]
- SEVEN COLORS presents moxymill Debut Live 2025（2025年3月14日、Lemino）[79]
- もうすぐ開催！明治安田Jリーグワールドチャレンジ2025～最強コーデで盛り上げよう！moxymillファッション対決～（2025年7月26日、Lemino）[67]

### イベント
- Rakuten GirlsAward 2025 SPRING/SUMMER（2025年5月3日、国立代々木競技場第一体育館）- NONA、RIO[55][56]
- ポップキューフェス2025（2025年6月21日、 KT Zepp Yokohama）- NONA[65]

### ミュージックビデオ
- AI『Story (2025 Ver.)』（Official Music Video）（2025年2月13日）-MOMOCA[43][80]

### 雑誌
- JUNON（2025年6月20日-、主婦と生活社）- 連載「まじまじmoxymill」[81][82]
- NYLON JAPAN（2025年6月27日-、カエルム）- 期間限定連載[83]

### WEBメディア
- 【公式】TBS芸能&情報まとめ（2025年1月29日、TBS）[84]
- モデルプレス（2025年4月7日、ネットネイティブ）[85]
- Popteen（2025年6月1日-、ポップティーン）- NONAがスポットモデルとして掲載 [86][87][88][89]
- ORICON NEWS（2025年6月11日、オリコン） [90]
- Seventeen（2025年6月16日、集英社）[7]
- STREAM（2025年6月26日、STREAM編集部）[8]